# Thaumastocoris australicus
Thaumastocoris australicus är en insektsart som beskrevs av George Willis Kirkaldy 1908. Thaumastocoris australicus ingår i släktet Thaumastocoris och familjen Thaumastocoridae. Inga underarter finns listade i Catalogue of Life.